# Emil Ernebro
Emil Ernebro, född 3 mars 1987 i Bengtsfors, är en svensk fingerspelsgitarrist.
Under två år studerade Emil Ernebro akustisk gitarr på Musicians Institute i Los Angeles och vann där priset Outstanding Player. Under 2009 vann han 1:a pris i kategorin "Unga förmågor" på Uppsala Internationella Gitarrfestival, fick årets Hagströmstipendium, samt vann 1:a pris i kategorin "Up and coming" (Ung lovande artist) för Guitar Peoples Prize, som delades ut på Fasching i Stockholm i mars 2010. Han har spelat med bland annat Jojje Wadenius, Pete Huttlinger, Janne Schaffer och Tommy Emmanuel. 2011 gav han ut sin första skiva "Handmade", där också Jojje Wadenius och Staffan Astner medverkar.